# Скопелос
Скопе́лос (грец. Σκόπελος) — острів у Західній частині Егейського моря. територіально належить до ному Магнісія периферії Фессалія.
В церковній традиції назва острова використовується як титулярна кафедра. Зокрема, архієпископ Всеволод Майданський (Українська Православна Церква в США) носив титул «Скопелонський».
| Греція | Це незавершена стаття з географії Греції. Ви можете допомогти проєкту, виправивши або дописавши її. |